# ビルティン
ビルティン（フランス語: Biltine）はチャドの町である。ワジ・フィラ州の州都である。

## 交通

### 空港
- ビルティン空港（英語版）